# プロアトラストラベルガイド
プロアトラストラベルガイドは、全国の観光地を収録した歩行者専用、地図ナビゲーションソフトである。
現在地測位にGPSとPlaceEngineを採用している。なお、PSPでPlaceEngineが初めて採用されたのはゼンリンのみんなの地図2である。

## 機能
- L・Rボタンで地図が360°回る（0°90°180°270°の4段階）
- 最大9段階の縮尺の切り替え。
- 地図ビューワー機能
- 現在地周辺検索機能
- 近接スポットお知らせ機能
- スポット登録機能
- 壁紙変更機能。
- スケジュール機能

## ルート案内
- 最大で20kmまで、案内が可能。歩行者案内のみ
- 経由地の選択が可能